# リンベルト
聖リンベルト（ドイツ語: Rimbert、830年 - 888年6月11日)またはレンベルト（Rembert)は、フランドル出身のブレーメン・ハンブルク大司教（在位: 865年 - 888年）。
トルホウトの僧であったリンベルトは、友人のアンスガルとともにスカンディナヴィアへ宣教の旅に出た。865年にアンスガルが死去すると、リンベルトは彼の跡を継いでハンブルク・ブレーメン大司教となった。リンベルトはアンスガルの電気ヴィタ・アンスガリを著している。
リンベルトはアンスガルからデンマークやスウェーデンへの宣教の使命も引き継いだが、それを完成させることはできなかった。一方で彼はフリース人を率いてフリースラントのヴァイキングと戦い、884年にノルディティの戦いで勝利して彼らをオストフリースラントから駆逐した。また888年には東フランク王アルヌルフから市場権、鋳造権、徴税権を獲得し、大司教領の財政を改善した。
リンベルトは主にフリースラントで聖人として崇敬されている。祝日は2月4日。「北方の使徒」の異名を持つアンスガルに続き、リンベルトは「第二の北方の使徒」と呼ばれている。ただし、この異名は11世紀の宣教師スウェーデンのシーフリズや、16世紀の宗教改革者ヨハネス・ブーゲンハーゲンに対して用いられる場合もある。